# Valdemaras Martinkėnas
Valdemaras Adolfavicius Martinkėnas (Alytus, 10 marzo 1965 – Nova Gorica, 20 luglio 2004) è stato un allenatore di calcio e calciatore lituano di ruolo portiere.

## Biografia
Morì a soli 39 anni a Nova Gorica, in Slovenia, annegato in un fiume in cui stava nuotando a causa di una forte corrente.

## Carriera
Con lo Žalgiris e con la Dinamo Kiev, vinse rispettivamente un campionato lituano e uno ucraino. È stato nominato per due anni (1989, 1992) calciatore lituano dell'anno. Al termine della carriera divenne allenatore dei portieri della nazionale di calcio della Lituania.
Vanta diciannove presenze con la nazionale maggiore.

## Statistiche

### Cronologia presenze e reti in nazionale
| Cronologia completa delle presenze e delle reti in nazionale ― Lituania | Cronologia completa delle presenze e delle reti in nazionale ― Lituania | Cronologia completa delle presenze e delle reti in nazionale ― Lituania | Cronologia completa delle presenze e delle reti in nazionale ― Lituania | Cronologia completa delle presenze e delle reti in nazionale ― Lituania | Cronologia completa delle presenze e delle reti in nazionale ― Lituania | Cronologia completa delle presenze e delle reti in nazionale ― Lituania | Cronologia completa delle presenze e delle reti in nazionale ― Lituania |
| Data                                                                    | Città                                                                   | In casa                                                                 | Risultato                                                               | Ospiti                                                                  | Competizione                                                            | Reti                                                                    | Note                                                                    |
| ----------------------------------------------------------------------- | ----------------------------------------------------------------------- | ----------------------------------------------------------------------- | ----------------------------------------------------------------------- | ----------------------------------------------------------------------- | ----------------------------------------------------------------------- | ----------------------------------------------------------------------- | ----------------------------------------------------------------------- |
| 27-5-1990                                                               | Tbilisi                                                                 | Georgia                                                                 | 2 – 2                                                                   | Lituania                                                                | Amichevole                                                              | -2                                                                      | 82’                                                                     |
| 28-4-1992                                                               | Belfast                                                                 | Irlanda del Nord                                                        | 2 – 2                                                                   | Lituania                                                                | Qual. Mondiali 1994                                                     | -2                                                                      |                                                                         |
| 3-6-1992                                                                | Tirana                                                                  | Albania                                                                 | 1 – 0                                                                   | Lituania                                                                | Qual. Mondiali 1994                                                     | -1                                                                      |                                                                         |
| 12-8-1992                                                               | Riga                                                                    | Lettonia                                                                | 1 – 2                                                                   | Lituania                                                                | Qual. Mondiali 1994                                                     | -1                                                                      |                                                                         |
| 23-9-1992                                                               | Vilnius                                                                 | Lituania                                                                | 0 – 0                                                                   | Danimarca                                                               | Qual. Mondiali 1994                                                     | -                                                                       |                                                                         |
| 28-10-1992                                                              | Vilnius                                                                 | Lituania                                                                | 1 – 1                                                                   | Lettonia                                                                | Qual. Mondiali 1994                                                     | -1                                                                      |                                                                         |
| 24-2-1993                                                               | Siviglia                                                                | Spagna                                                                  | 5 – 0                                                                   | Lituania                                                                | Qual. Mondiali 1994                                                     | -5                                                                      |                                                                         |
| 14-4-1993                                                               | Vilnius                                                                 | Lituania                                                                | 3 – 1                                                                   | Albania                                                                 | Qual. Mondiali 1994                                                     | -                                                                       | 68’                                                                     |
| 18-5-1993                                                               | Vilnius                                                                 | Lituania                                                                | 1 – 2                                                                   | Ucraina                                                                 | Amichevole                                                              | -2                                                                      |                                                                         |
| 25-5-1993                                                               | Vilnius                                                                 | Lituania                                                                | 0 – 1                                                                   | Irlanda del Nord                                                        | Qual. Mondiali 1994                                                     | -1                                                                      |                                                                         |
| 2-6-1993                                                                | Vilnius                                                                 | Lituania                                                                | 0 – 2                                                                   | Spagna                                                                  | Qual. Mondiali 1994                                                     | -2                                                                      |                                                                         |
| 16-6-1993                                                               | Vilnius                                                                 | Lituania                                                                | 0 – 1                                                                   | Irlanda                                                                 | Qual. Mondiali 1994                                                     | -1                                                                      |                                                                         |
| 15-3-1995                                                               | Ostrowiec                                                               | Polonia                                                                 | 4 – 1                                                                   | Lituania                                                                | Amichevole                                                              | -4                                                                      |                                                                         |
| 11-10-1995                                                              | Vilnius                                                                 | Lituania                                                                | 5 – 0                                                                   | Estonia                                                                 | Qual. Euro 1996                                                         | -                                                                       | 46’                                                                     |
| 8-7-1996                                                                | Narva                                                                   | Lituania                                                                | 2 – 1                                                                   | Lettonia                                                                | Amichevole                                                              | -1                                                                      |                                                                         |
| 9-7-1996                                                                | Narva                                                                   | Estonia                                                                 | 1 – 1                                                                   | Lituania                                                                | Amichevole                                                              | -1                                                                      |                                                                         |
| 31-7-1996                                                               | Minsk                                                                   | Bielorussia                                                             | 2 – 2                                                                   | Lituania                                                                | Amichevole                                                              | -2                                                                      |                                                                         |
| 13-8-1996                                                               | Kiev                                                                    | Ucraina                                                                 | 5 – 2                                                                   | Lituania                                                                | Amichevole                                                              | -5                                                                      |                                                                         |
| 16-10-1996                                                              | Teresina                                                                | Brasile                                                                 | 3 – 1                                                                   | Lituania                                                                | Amichevole                                                              | -3                                                                      |                                                                         |
| Totale                                                                  |                                                                         | Presenze                                                                | 19                                                                      |                                                                         | Reti                                                                    | -34                                                                     |                                                                         |

## Palmarès

### Club
- Campionato ucraino: 1

Dinamo Kiev: 1992-1993
- Campionato lituano: 1

Žalgiris Vilnius: 1991

### Individuale
- Calciatore dell'anno

1989, 1992